# Le Complot / La Voie de la vérité
Le Complot et La Voie de la vérité (Redux) forment un double épisode constituant les 1er et 2e épisodes de la saison 5 de la série télévisée X-Files. Dans cet épisode, qui fait partie de l'arc mythologique de la série, Mulder met en scène sa propre mort et tente de trouver un remède au cancer de Scully.
L'épisode a obtenu des critiques mitigées.

## Résumé

### Le Complot
Alors que Mulder est bouleversé par ce qu'il a appris, il reçoit un appel de Michael Kritschgau le prévenant que son domicile est sous surveillance. Mulder surprend dans l'appartement du dessus l'homme qui l'espionnait et le tue quand ce dernier sort son arme. Il informe Scully qu'il a découvert que l'inconnu qu'il a abattu rendait des comptes à un responsable du FBI. En accord avec elle, il simule sa mort en faisant passer le cadavre de l'homme, défiguré par une balle en pleine tête, pour le sien. Scully est ensuite convoquée pour faire son rapport devant la commission présidée par Scott Blevins. Pendant ce temps, Mulder, équipé d'un passe lui donnant accès à toutes les salles, pénètre dans la DARPA. Kritschgau lui raconte l'histoire secrète des conspirations mises en place par le gouvernement américain depuis la fin de la Seconde Guerre mondiale.
De son côté, l'homme à la cigarette découvre des indices le persuadant que Mulder n'est pas mort. Les recherches de Scully sur le contact de l'inconnu que Mulder a tué l'amènent à penser qu'il s'agit de Skinner. Alors que Kritschgau est arrêté par des militaires, Mulder découvre de faux cadavres d'extraterrestres ainsi qu'un entrepôt rempli de dossiers et de caisses dans lequel il trouve un échantillon d'un produit dont il pense qu'il pourrait guérir le cancer de Scully. L'homme à la cigarette retrouve la trace de Mulder mais le laisse quitter la DARPA. Devant la commission, Scully affirme que Mulder est mort et qu'il a été victime pendant des années d'une gigantesque manipulation. Elle déclare également que son cancer lui a été inoculé et que le responsable de cette situation est présent dans cette pièce. Sur le point d'apporter des preuves, elle est victime d'un malaise. Mulder apporte l'échantillon qu'il a trouvé aux Lone Gunmen, qui lui apprennent qu'il s'agit seulement d'eau déminéralisée.

### La Voie de la vérité
Mulder se rend à l'hôpital où Scully a été conduite et y est intercepté par Skinner. Sommé de s'expliquer par Blevins sur les mensonges de Scully au sujet de sa mort présumée, Mulder refuse de répondre avant une audience officielle. Il déclare ensuite à Scully qu'il compte dévoiler publiquement la conspiration à cette occasion. Scully l'informe que Skinner pourrait bien être un traître mais Mulder refuse de le croire. L'homme à la cigarette, qui cherche à rallier Mulder à son camp, vient alors le trouver pour lui apprendre que l'échantillon qu'il a volé à la DARPA contient une puce pouvant sauver la vie de Scully. Mulder propose à Scully qu'elle se fasse implanter la puce et sa partenaire accepte malgré la virulente opposition de son frère Bill. Kritschgau est appelé à témoigner devant la commission et prétend qu'il travaille pour le compte d'une firme nommée Roush.
L'homme à la cigarette arrange un nouveau rendez-vous avec Mulder, et celui-ci a la surprise d'y voir sa sœur Samantha, en lieu et place de celui qu'elle appelle son père. Samantha affirme n'avoir aucun souvenir de ce qui lui est arrivé. L'homme à la cigarette offre ensuite à Mulder de quitter le FBI et de travailler pour lui en échange de toute la vérité mais Mulder refuse. Le lendemain, Blevins propose à Mulder de le blanchir s'il nomme Skinner comme le traître au sein du FBI. Mulder comparaît ensuite devant la commission et accuse Blevins d'être le traître. La séance est suspendue, et Blevins est abattu par un tueur qui maquille la mort en suicide. Un autre tueur, envoyé par le First Elder, tire sur l'homme à la cigarette mais parvient seulement à le blesser. Mulder avoue ensuite à Skinner qu'il a nommé Blevins sur sa seule intuition mais Skinner confirme celle-ci en lui apprenant qu'il a découvert que Blevins était payé par Roush. Le cancer de Scully entre quant à lui en rémission.

## Distribution
- David Duchovny : Fox Mulder
- Gillian Anderson : Dana Scully
- Mitch Pileggi : Walter Skinner
- William B. Davis : l'homme à la cigarette
- Charles Cioffi : Scott Blevins
- Tom Braidwood : Melvin Frohike
- Dean Haglund : Richard Langly
- Bruce Harwood : John Fitzgerald Byers
- John Finn : Michael Kritschgau
- Don S. Williams : First Elder
- Sheila Larken : Margaret Scully (deuxième partie seulement)
- Pat Skipper : Bill Scully Jr (deuxième partie seulement)
- Megan Leitch : Samantha Mulder (deuxième partie seulement)

## Production
Chris Carter écrit cet épisode dans le but de résoudre plusieurs intrigues en cours depuis les saisons précédentes et pour jouer avec l'idée que tout ce qui concerne les extraterrestres n'est qu'un canular mis au point par la conspiration pour couvrir des activités malfaisantes bien humaines. Le rôle de l'assassin chargé d'abattre l'homme à la cigarette devait initialement échoir au personnage de l'homme aux cheveux gris mais un nouveau personnage est créé lorsqu'il s'avère que l'acteur Morris Panych n'est pas disponible. La tagline habituelle du générique, The Truth Is Out There, est transformée pour l'épisode en All Lies Lead to the Truth (« Tous les mensonges conduisent à la vérité »).
Bien qu'étant diffusé en ouverture de la saison, l'épisode est tourné après Les Bandits solitaires afin de permettre à David Duchovny et Gillian Anderson de terminer leurs scènes pour le premier long métrage tiré de la série. Lors du tournage, le réalisateur R. W. Goodwin affirme que John Finn a tellement impressionné l'équipe lors de la scène de son long monologue sur l'histoire secrète des conspirations mises en place par le gouvernement américain qu'il a été spontanément applaudi à la fin de la prise.

## Accueil

### Audiences
Lors de sa première diffusion aux États-Unis, la première partie de l'épisode réalise un score de 16,1 sur l'échelle de Nielsen, avec 22 % de parts de marché, et est regardée par 27,34 millions de téléspectateurs. Cela en fait l'épisode connaissant le meilleur taux d'audience de la 5e saison ainsi que le 2e épisode le plus regardé de toute l'histoire de la série après Régénérations. La deuxième partie obtient quant à elle un score de 15, avec 21 % de parts de marché, et est suivie par 24,84 millions de téléspectateurs.

### Accueil critique
L'épisode recueille des critiques mitigées, la 2e partie étant globalement beaucoup mieux accueillie que la première. Parmi les critiques favorables, le site Le Monde des Avengers lui donne la note de 3/4. John Keegan, du site Critical Myth, donne respectivement aux deux parties les notes de 7/10 et 9/10.
Todd VanDerWerff et Zack Handlen, du site The A.V. Club, donnent respectivement aux deux parties les notes de C+ et de A. Dans leur livre sur la série, Robert Shearman et Lars Pearson donnent respectivement aux deux parties les notes de 1/5 et 2,5/5. Paula Vitaris, de Cinefantastique, donne respectivement aux deux parties les notes de 1/4 et 1,5/4.

### Distinctions
L'épisode remporte en 1998 le prix des inédits vidéo au festival international du film fantastique de Gérardmer.